# Doris Schiemann
Doris Schiemann (* 17. März 1947) ist eine deutsche Pflegewissenschaftlerin. Sie gründete 1992 das Deutsche Netzwerk für Qualitätsentwicklung in der Pflege (DNQP) an der Hochschule Osnabrück und erhielt 1993 den Ruf auf eine Professur „Krankenpflege“ an dieser Hochschule.

## Werdegang
Nach einer Berufsausbildung in der Kinderkrankenpflege und mehrjähriger Berufsausübung in verschiedenen Praxisfeldern der Pflege schloss Doris Schiemann 1977 ein Studium für das Lehramt an Grund- und Hauptschulen und 1980 ein Diplomstudium Erziehungswissenschaften mit dem Schwerpunkt Gesundheitsadministration an der Universität Osnabrück ab. 1993 promovierte sie zu einem pflegewissenschaftlichen Thema an der Universität Osnabrück.
Doris Schiemann hat seit Beginn der 1980er-Jahre die wissenschaftliche Durchdringung und Ordnung des pflegeberuflichen Feldes sowie die Akademisierung der Pflegeberufe voran getrieben. Mit den Ergebnissen einer empirischen Untersuchung zur postnatalen Pflege in Krankenhäusern einer norddeutschen Region und Vergleichskrankenhäusern in der Schweiz und Schottland konnte sie wichtige Anstöße zu einem Paradigmenwechsel in der Neugeborenen- und Wöchnerinnenpflege geben. 1982 beteiligte sie sich an der Konzeption des Dokumentarfilms „Ganz nah bei dir ... - Die Bedürfnisse von kranken Kindern im Krankenhaus“ und dessen Realisierung. Dieser Film wurde vom Aktionskomitee „Kind im Krankenhaus“ deutschlandweit verbreitet, um die Einführung des Rooming-In in pädiatrischen Einrichtungen voranzutreiben.
Von 1981 bis 1984 war Doris Schiemann wissenschaftliche Mitarbeiterin im Modellprogramm Weiterbildungsstudiengang „Pflegedienstleitung im Krankenhaus“, der unter Leitung von Professor Manfred Semrau von 1981 bis 1984 an der Hochschule Osnabrück erprobt und danach weitergeführt wurde. Zu ihren vorrangigen Aufgaben und Verantwortungen zählte die Entwicklung eines pflegewissenschaftlichen Curriculums für das Lehrgebiet Krankenpflege und dessen Umsetzung. Nach erfolgreichem Abschluss des Modellprogramms erhielt sie eine unbefristete Stelle an der Fachhochschule und die Möglichkeit, an Perspektiven für die Entwicklung regulärer Diplomstudiengänge für den Bereich Pflege einschließlich geeigneter Strukturen für Lehre und Forschung mitzuarbeiten. Ein wichtiger Schritt in diese Richtung erfolgte 1987 mit der Ausschreibung der ersten Pflegeprofessur in Deutschland an der Fachhochschule Osnabrück. Sie wurde mit der renommierten Pflegewissenschaftlerin Ruth Schröck besetzt.
Im Team von Ruth Schröck war Doris Schiemann an der zügigen Errichtung von zwei Diplomstudiengängen (Pflegemanagement und Pflegewissenschaft) an der Fachhochschule Osnabrück beteiligt sowie an der Etablierung des Internationalen Symposiums Pflegewissenschaft. Dieses Symposium wurde in den 1990er-Jahren im Zwei-Jahres-Rhythmus in Kooperation mit der Universität Osnabrück in der Stadthalle Osnabrück veranstaltet und hat maßgeblich dazu beigetragen, den pflegewissenschaftlichen Diskurs im deutschsprachigen Raum in Gang zu setzen. Nach der Emeritierung von Ruth Schröck 1996 übernahm Doris Schiemann die Leitung des Diplomstudiengangs Pflegewissenschaft.
Als sie 1992 als deutsche Vertreterin in die „Steering Group“ des Europäischen Netzwerks für Qualitätssicherung in der Pflege (EuroQUAN) berufen wurde, begann sie noch im selben Jahr mit dem Aufbau des Deutschen Netzwerks für Qualitätsentwicklung in der Pflege (DNQP) an der Hochschule Osnabrück und leitete das Netzwerk bis zu ihrer Emeritierung 2012. Ende der 1990er-Jahre startete sie im DNQP mit der Entwicklung evidenzbasierter Expertenstandards auf nationaler Ebene in Kooperation mit dem Deutschen Pflegerat und finanzieller Unterstützung des Bundesgesundheitsministeriums. Die Expertenstandards des DNQP stellen ein professionell abgestimmtes Leistungsniveau dar, das dem Bedarf und den Bedürfnissen der angesprochenen Bevölkerung angepasst ist und Kriterien zur Kontrolle dieser Pflege einschließt. Als monodisziplinäre Instrumente zeigen sie den spezifischen Beitrag der Pflege für die gesundheitliche Versorgung von Patienten, Bewohnern und ihren Angehörigen zu zentralen Qualitätsrisiken auf und sind Grundlage für eine kontinuierliche Verbesserung der Pflegequalität in Gesundheits- und Pflegeeinrichtungen. Sie sind für alle Aufgabenfelder der professionellen Pflege richtungweisend. Für die Pflegeberufe wird die Entwicklung von Standards als besonders dringend angesehen, weil Kostensenkungsmaßnahmen mit weitreichenden Umstrukturierungen und Schwerpunktverlagerungen innerhalb der Gesundheitsversorgung verbunden sind, die neben der Entwicklung neuer Berufsgruppen zu Neubestimmungen der Rolle des Pflegepersonals führt. Im Rahmen der bundesweiten Implementierungsprojekte zur Erprobung der Praxistauglichkeit der Expertenstandards werden äußerst wertvolle Qualitätsdaten erhoben, die Aufschluss über die Wirksamkeit der Expertenstandards, die Relevanz der gewählten Themen und den Entwicklungsstand der Pflege geben.

## Arbeitsschwerpunkte
- Kind- und Familienorientierte Konzepte in der Pflege
- Akademisierung der Pflegeberufe
- Professionalisierung der Pflegepraxis
- Konzepte, Methoden, Instrumente zur Qualitätsentwicklung in der Pflege
- Networking for Quality auf nationaler und europäischer Ebene

## Forschungs- und Entwicklungsprojekte (Auswahl)
- 1985–1990: Regionale Vollerhebung der postnatalen Mutter-Kind-Situation in den Krankenhäusern von Stadt und Landkreis Osnabrück sowie Vergleichskrankenhäusern im In- und Ausland (Dissertation)
- 1993–1995: Implementierung von Pflegestandards und Entwicklung von Instrumenten und Methoden zu deren Überprüfung im Universitätsklinikum Benjamin Franklin in Berlin. Wissenschaftliche Begleitung in Kooperation mit dem Nationalen Institut für Qualitätssicherung im Gesundheitswesens der Niederlande (CBO) in Utrecht. Förderung: Bundesministerium für Gesundheit
- 1998–2001: AGIP-Forschungsschwerpunkt „Pflege und Management“, Leitung Martin Moers. Teilprojekt 1: „Stationsgebundene Qualitätssicherung in der Pflege“. In Kooperation mit der Medizinischen Hochschule Hannover. Förderung: Niedersächsisches Ministerium für Wissenschaft und Kunst.
- 1999–2000: Evaluation des Projekts „Pflegediagnostik“ im Universitätsspital Zürich. Finanzierung: Universitätsspital Zürich
- 2000–2002: Pilotprojekt zur Entwicklung, Konsentierung und modellhafte Implementierung des 1. DNQP-Expertenstandards „Dekubitusprophylaxe in der Pflege“ DNQP. Förderung: Bundesgesundheitsministerium
- 2001–2008: Entwicklung, Konsentierung und modellhafte Implementierung der DNQP-Expertenstandards „Entlassungsmangement“, „Schmerzmanagement“, „Sturzprophylage“, „Kontinenzförderung“, „Pflege von Menschen mit chronischen Wunden“ und „Ernährungsmanagement“. Förderung: Bundesministerium für Gesundheit
- 2008–2012: Erste Aktualisierung der DNQP-Expertenstandards „Entlassungsmanagement“, „Dekubitusprophylaxe“, „Schmerzmanagement bei akuten Schmerzen“ und „Sturzprophylaxe“. Finanzierung: Eigenmittel des DNQP

## Mitglied wissenschaftlicher Gremien/Expertengruppen (Auswahl)
- 1988: Mitglied der Arbeitsgruppe „Qualitätssicherung in der Gesungheitsversorgung“ der WHO, Institut für Gesundheitsforschung Kiel
- 1990–1991: Beraterin/Berichterstatterin der WHO auf Zeit im Pilotprojekt „Qualitätssicherung in Krankenhäusern Schleswig-Holsteins“, Institut für Gesundheitsforschung Kiel
- 1990–1992: Mitglied der Expertengruppe „Pflege-Personalverordnung“ (PPR) des Bundesministeriums für Gesundheit
- 1992–1997: Mitglied der Steering Group des European Quality Assurance Networks (EuroQuan), Royal College of Nursing, Bristol
- 1995:Mitglied der Expertenrunde „Qualitätssicherung in der stationären Versorgung“ des Bundesministeriums für Gesundheit
- 1999–2002: Mitglied des Beirats für ethische Fragen im Gesundheitswesen beim Bundesministerium für Gesundheit (Amtszeit von Andrea Fischer)
- 1999: Beraterin der 72. Gesundheitsministerkonferenz in Trier. Beschlussfassung für die Ziele einer einheitlichen Qualitätsstrategie im Gesundheitswesen
- 2007: Mitglied der Delegation von Gesundheitsministerin Ulla Schmidt beim „US/Germany Dialogue on Long-Term-Care“ in Washington DC
- 2007–2009: Mitglied des Beirats zur Neufassung des Pflegebedürftigkeitsbegriffs im Bundesministerium für Gesundheit
- 2011–2015: Mitglied des wissenschaftlichen Beirats des AQUA-Instituts für angewandte Qualitätsförderung und Forschung im Gesundheitswesen
- 2012–2013: Mitglied der Expertengruppe Kompetenzprofil „Familien-, Gesundheits- und KinderkrankenpflegerInnen in den frühen Hilfen“, Bundeszentrale für gesundheitliche Aufklärung, Köln
- 2013–2014:  Mitglied des Arbeitskreises „Dialog Pflegekammer“, Niedersächsisches Ministerium für Soziales, Frauen, Familien, Gesundheit und Integration

## Mitglied in Beiräten bei Zeitschriften/Verlagen
- 1988–2000: Mitglied des Beirats der wissenschaftlichen Fachzeitschrift „Pflege“, Verlag Hans Huber, Bern
- 1993–1999: Mitglied des wissenschaftlichen Beirats des Verlags Hans Huber, Bern
- 2000–2011: Mitglied des wissenschaftlichen Beirats der Zeitschrift für Evidenz, Fortbildung und Qualität im Gesundheitswesen (ZEFQ) (German Journal for Evidence and Quality Care), Elsevier-Verlag

## Publikationen (Auswahl)
- D. Schiemann, A. Büscher: Evidenzbasierte Pflegepraxis – Beispiel Schmerzmanagement. In: R. Kunz, G. Ollenschläger, H. Raspe et al (Hrsg.): Lehrbuch Evidenzbasierte Medizin in Klinik und Praxis. Deutscher Ärzteverlag, Köln 2000, S. 304–309
- D. Schiemann, P. Blumenberg: Methodisches Vorgehen zur Aktualisierung des Expertenstandards Entlassungsmanagement in der Pflege. In: DNQP: Expertenstandard Entlassungsmanagement in der Pflege, 1. Aktualisierung. DNQP, Osnabrück 2009, S. 12–17
- D. Schiemann, M. Moers, H. Stehling: Implementierung des Expertenstandards Ernährungsmanagement zur Sicherstellung und Förderung der oralen Ernährung in der Pflege. In: DNQP (Hrsg.): Expertenstandards Ernährungmanagement zur Sicherstellung und Förderung der oralen Ernährung in der Pflege, Entwicklung – Konsentierung – Implementierung. DNQP, Osnabrück 2010, S. 157–225
- D. Schiemann, M. Moers, A. Büscher (Hrsg.): Qualitätsentwicklung in der Pflege – Konzepte, Methoden und Instrumente. 2. aktualisierte Auflage, Kohlhammer, Stuttgart 2017
- D. Schiemann, M. Moers: Qualitätsmethodik zur Entwicklung und Einführung und Aktualisierung von Expertenstandards in der Pflege. In: D. Schiemann, M. Moers, A. Büscher (Hrsg.): Qualitätsentwicklung in der Pflege – Konzepte, Methoden und Instrumente. 2. aktualisierte Auflage, Kohlhammer, Stuttgart 2017, S. 29–49
- D. Schiemann, A. Büscher: Konzeptionelle Aspekte der Pflegeleistung. In: J. Oswald, B. Schmidt-Rettig (Hrsg.): Krankenhaus-Managementlehre – Theorie und Praxis eines integrierten Konzepts. 2. überarbeitete Auflage, Kohlhammer, Stuttgart 2017, S. 400–422

## Auszeichnungen
- 2005: Agnes-Karll-Medaille vom Deutschen Berufsverband für Pflegeberufe (DBfK)
- 2007: Deutscher Pflegepreis vom Deutschen Pflegerat (DPR)
- 2011: Goldenes Ehrenzeichen von der Österreichischen Gesellschaft für vasculäre Pflege (ÖGVP)

## Belege
1. ↑  Doris Schiemann: Postnatales Rooming-In. Eine empirische Untersuchung - Konsequenzen für die Praxis. Hans Huber Verlag, Bern 1993, ISBN 3-456-82464-5.
2. ↑  Doris Schiemann: Listening to the patient. In: Vortrag (Hrsg.): First EruoQuan Conference on Quality and Nursing Practice. Queen Elizabeth Centre London 1994.
3. ↑  Astrid Hecht, Wolfgang Meisinger, Doris Schiemann, Wolfgang Timm: Ganz nah bei dir ... . Die Bedürfnisse von kranken Kindern im Krankenhaus - eine Herausforderung für das Krankenhaus. Hrsg.: Universität Osnabrück und Aktionskomitee Kind im Krankenhaus. 1982.
4. ↑  Brandt, Rolf, Gerle, Ursula, Manfred Haubrock, Doris Schiemann, Manfred Semrau: Pflegedienstleitung im Krankenhaus. Ein Beitrag zur Entwicklung berufsbezogenen Studiengänge im Fachhochschulbereich. In: Fachbereich Wirtschaft der Fachhochschule Osnabrück (Hrsg.): Arbeitsbericht. Band 13, 1985, ISBN 3-925716-23-8, S. 92 Seiten.
5. ↑  Doris Schiemann: Was kann die Hochschule für die Pflegepraxis leisten. In: Elisabeth Seidl (Hrsg.): Pflegeberufe und Universität. Tagungsbericht. Verlag für medizinische Wissenschaft, Wien, S. 11–27.
6. ↑  Doris Schiemann: Doris Schiemann. In: Birgit Trockel, Irmgard Notthoff, Margret Knäuper (Hrsg.): Who is Who in der Pflege, Deutschland - Schweiz - Österreich. Hans Huber, Bern, Göttingen, Toronto, Seattle 1999, ISBN 3-456-83016-5, S. 415–418.
7. ↑  Ruth Schröck: Ruth Schröck. In: Birgit Trockel, Irmgard Althoff, Margit Knäuper (Hrsg.): Who is Who in der Pflege. Deutschland - Schweiz - Österreich. Hans Huber, Bern, Göttingen, Toronto, Seattle 1999, ISBN 3-456-83016-5, S. 439–444.
8. ↑  Doris Schiemann: Networking in Germany. In: EuroQuan (Hrsg.): European Quality Assurance Network Newsletter. No. 3, S. 8.
9. ↑  Doris Schiemann: Networking for Quality: Qualitätsnetzwerke in der Pflege auf europäischer und nationaler Ebene. In: Doris Schiemann, Martin Moers, Andreas Büscher (Hrsg.): Qualitätsentwicklung in der Pflege. Konzepte, Methoden und Instrumente. 2. aktualisierte  Auflage. Kohlhammer, Stuttgart 2017, ISBN 978-3-17-022981-5, S. 20–26.
10. ↑  Klaus Theuerkauf: Rechtliche Verbindlichkeit von Expertenstandards. Hrsg.: Doris Schiemann, Martin Moers, Andreas Büscher. 2., aktualisierte  Auflage. Kohlhammer, Stuttgart 2017, ISBN 978-3-17-032637-8, S. 150–179.
11. ↑  International Council of Nurses (ICN): International principles and framework for standard development in nursing. Eigenverlag, Geneva 2004.
12. ↑  Armin Hauss, Gertrud Schmälzle: Evaluation der Anwendung von Expertenstandards in der Charité-Universitätsmedizin Berlin. Was kommt bei den Patienten an? In: Doris Schiemann, Martin Moers, Andreas Büscher (Hrsg.): Qualitätsentwicklung in der Pflege - Konzepte, Methoden, Instrumente. 2., aktualisierte  Auflage. Kohlhammer, Stuttgart 2017, ISBN 978-3-17-032637-8, S. 102–129.

| Personendaten    | Personendaten                    |
| ---------------- | -------------------------------- |
| NAME             | Schiemann, Doris                 |
| KURZBESCHREIBUNG | deutsche Pflegewissenschaftlerin |
| GEBURTSDATUM     | 17. März 1947                    |